# Contrada del Falcone
La Contrada del Falcone è stata una contrada di Milano appartenente al sestiere di Porta Romana.

## Confini

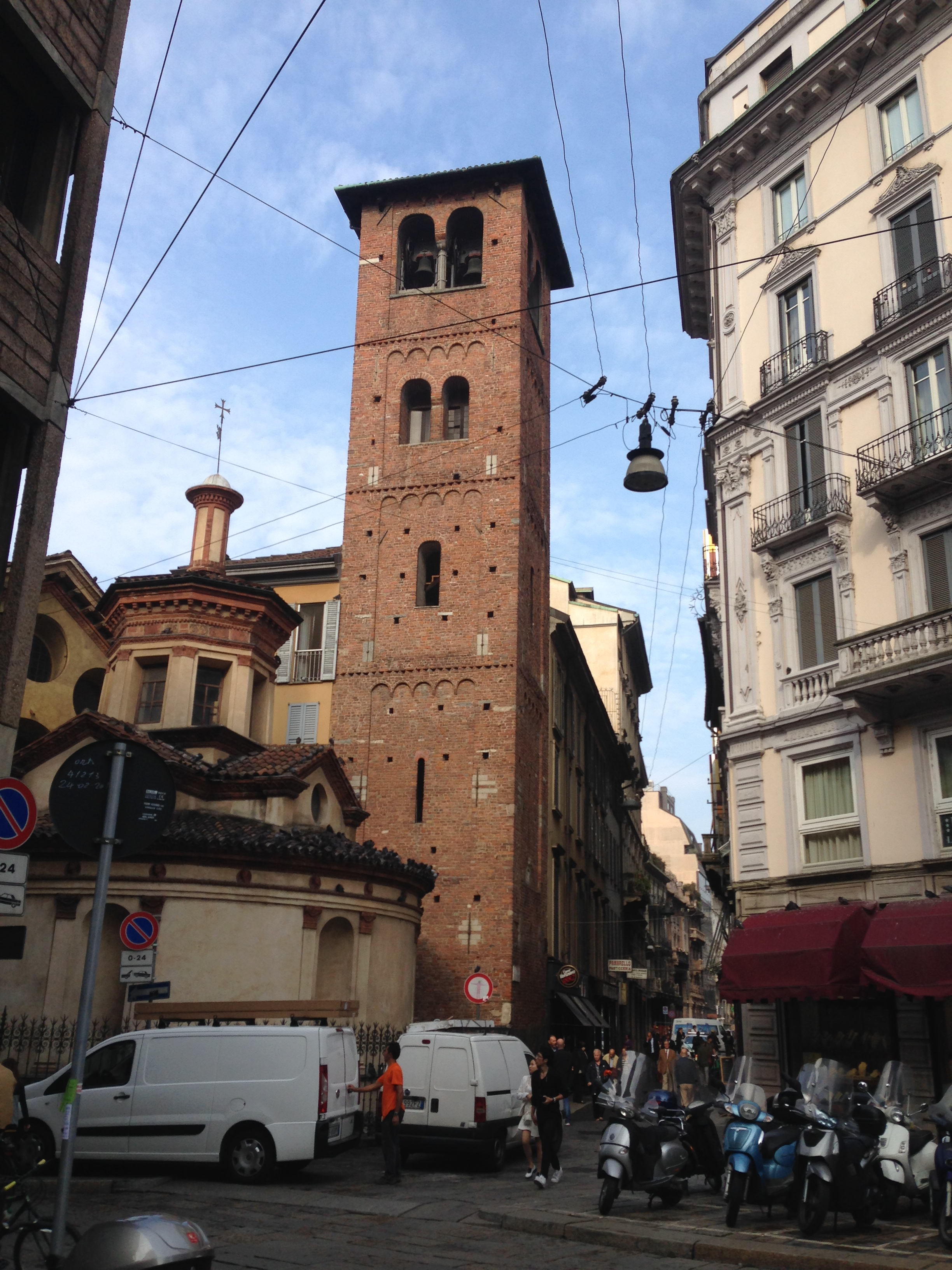
Scorcio di via Speronari

La contrada occupava un'area di forma a triangolo avente i due lati verso la cuspide che era formata dai confini con il sestiere di Porta Ticinese e il sestiere di Porta Orientale, mentre lungo l'altro lato il confine correva lungo le vie Falcone (che ha dato il nome alla contrada), Arcimboldi e Cappellari.

## Luoghi di culto
Nella contrada si trovavano la chiesa di San Satiro in Civitate, il quartiere del Rebecchino e la Casa dei Botazzi, in seguito diventata sede della Credenza di Sant'Ambrogio.

## Storia
Il nome della contrada, anch'essa di piccole dimensioni e di alta densità abitativa per la cospicua presenza di artigiani e commercianti, derivava da un omonimo albergo oppure, secondo altri studiosi, dal mestiere di falconiere di chi lo abitava. Altra ipotesi ancora vuole la cospicua presenza, in questa contrada, di falconieri. 
Durante l'epoca medievale, a Milano, il mestiere di falconiere era assai diffuso, visto il comune uso dei falconi, degli astori e degli sparvieri per la caccia e lo svago dei nobili dell'epoca. Parte del quartiere annonario del sestiere di Porta Romana si trovava in questa contrada.
Tra le vie della contrada giunte sino a noi ci sono via Speronari e via Dogana (anticamente quest'ultima si trovava però in un altro luogo: il seguito il toponimo è stato trasferito a un'altra strada), mentre tra quelle scomparse a causa dell'ampliamenti di piazza del Duomo, quelle degne di nota, sono via dei Profumieri (anticamente detta via del Podestà), via della Foppa, via dei Banderai (in seguito ridenominata via dei Mercanti d'Oro), via dei Pennacchiari (parzialmente assorbita da via Torino) e via del Cappello. Quest'ultima si trovava tra via del Falcone e via dei Cappellari (quest'ultima in origine si chiamava via dei Berrettai: entrambi i toponimi richiamavano l'attività commerciale cospicuamente presente nel rione). Tra le nuove vie realizzate nella contrada demolendo antichi isolati c'è via Giuseppe Mazzini, inizialmente intitolata via Carlo Alberto.